# County Limerick
County Limerick (Iers: Luimneach) is een Iers graafschap in de provincie Munster. Het graafschap heeft een oppervlakte van 2686 km² en heeft een bevolkingsaantal van 191.809 (2002).
Het graafschap Limerick ligt aan de westkant van Ierland, met County Clare ten noorden, County Cork ten zuiden, en County Kerry ten westen ervan. De Shannon stroomt via de stad Limerick naar de Atlantische Oceaan. Omdat het estuarium van de Shannon niet diep genoeg is ligt de belangrijkste havenstad een aantal kilometer ten westen van Limerick, bij Foynes.
Vlak bij de stad Limerick ligt het vliegveld Shannon. Het vliegveld, genoemd naar de rivier ligt echter in het graafschap Clare.
De sportkleuren van het graafschap zijn groen en wit.

## Plaatsen
| Engels         | Iers                  | Inwoners |
| -------------- | --------------------- | -------- |
| Abbeyfeale     | Mainistir na Féile    | 2.206    |
| Adare          | Áth Dara              | 1.129    |
| Annacotty      | Áth an Choite         | 2.930    |
| Askeaton       | Eas Géitine           | 1.137    |
| Caherconlish   | Cathair Chinn Lis     | 1.569    |
| Castleconnell  | Caisleán Uí Chonaill  | 2.107    |
| Croom          | Cromadh               | 1.240    |
| Kilmallock     | Cill Mocheallóg       | 1.761    |
| Limerick       | Luimneach             | 102.287  |
| Murroe         | Maigh Rua             | 1.432    |
| Newcastle West | An Caisleán Nua Thiar | 7.209    |
| Rathkeale      | Ráth Caola            | 1.441    |